# Santa Fe Natural Tobacco Company
Santa Fe Natural Tobacco Company est la compagnie qui produit le tabac Natural American Spirit connue pour son tabac sans additif.
Santa Fe Natural Tobacco Company est, depuis 2002, une filiale de Reynolds American.